# Корнев, Василий Степанович
Василий Степанович Корнев (11 [23] марта 1889 или 23 марта 1889, Староклёнское, Рязанская губерния — 9 июня 1939) — советский партийный и государственный деятель.

## Биография
Родился в бедной крестьянской семье. Восьми лет остался сиротой: мать умерла при родах из-за отсутствия квалифицированной медицинской помощи, отец трагически погиб в Ростове-на-Дону, куда ежегодно уезжал на заработки.
С ранних лет работал у местных кулаков. По соглашению с помещицей М. Д. Путиловой (её имение находилось в селе Змиевка неподалёку от Старо-Кленского) зимой учился в школе, а с ранней весны до поздней осени работал у помещицы. Окончив двухклассную церковноприходскую школу, работал на железной дороге. Работая, овладевал знаниями самостоятельно, много читал.
Губернским земством в числе пятерых раненбуржцев был направлен на обучение в Рязанскую учительскую александровскую семинарию, по окончании которой в 1910 году уехал в село Мурмино, где работал в земской школе. В 1913 году поступил в Московский учительский институт.
С началом войны призван в армию и направлен в Александровское военное училище, по окончании его — в офицерскую стрелковую школу. С февраля 1916 года — в действующей армии, командир пулемётной команды. В ноябре 1916 года был «произведён в подпоручики, в ноябре и декабре 1916 года за боевые отличия награжден орденами св. Станислава 3-й степени с мечами и бантом и св. Анны 3-й степени с мечом и бантом; в сентябре 1917 года произведён в поручики и тогда же избран председателем дивизионного солдатского комитета».
В армии вёл активную политическую работу среди солдат; в дни Февральской революции 1917 года был избран в состав полкового и дивизионного солдатских комитетов.

После Октября 1917 года становлюсь членом Военно-революционного комитета румынского фронта, где вел жесткую борьбу с меньшевиками и эсерами, арестовываю старый ревком румфронта, потом работаю в качестве председателя Совета румынского фронта и товарища председателя комитета большевиков румынского фронта.— Из автобиографии В. С. Корнева, март 1919
8 декабря 1917 года был арестован врагами в штабе румынского фронта и три месяца находился под стражей.
Было и еще немало испытаний в его жизни. Так, в апреле 1918 года в донской станице Нижне-Куромоярская он попал в плен к белоказакам. Выручили его наступавшие на станицу части Красной Армии.
И вот В. С. Корнев в Рязани. Губком партии направил его на работу в губернский комиссариат просвещения. В июне 1918 года Корнева избирают председателем Рязанского губисполкома (им он работает до 26 марта 1919 года), а через три месяца, 15 октября, — председателем Рязанского губкома РКП(б) (до 24 ноября 1919).
С марта 1919 года по декабрь 1919 является военкомом Рязанской губернии.
Обстановка в губернии была трудной: не хватало продовольствия, враги Советской власти встретили первую годовщину октябрьской победы волной контрреволюционных восстаний. Рязанские большевики во главе с Василием Степановичем Корневым, опираясь на поддержку трудящихся, мужественно преодолевали трудности.
Наиболее ярко организаторский талант Корнева проявился в период отражения прорвавшегося в пределы губернии передового отряда деникинских войск — конницы генерала Мамонтова, рвавшейся к Москве.
«Все на борьбу с Деникиным!» — таково было указание В. И. Ленина, и губком партии подчинил этой задаче всю организационно-партийную работу. В соответствии с постановлением Совета Труда и Обороны от 23 августа 1919 года в губернии было введено военное положение и создан Военно-революционный комитет, к которому перешла вся власть и все военные силы губернии, Председателем комитета стал В. С. Корнев (до ноября 1919 года). Одновременно создавались уездные военно-революционные комитеты. На борьбу с конницей Мамонтова были мобилизованы коммунисты и комсомольцы. В южных уездах были созданы опорные пункты, сформированы партизанские отряды, строились оборонительные линии на пути предполагаемого продвижения врага. Особое внимание было обращено на оборону железнодорожных станций и путей.
По прямому указанию губкома партии и губвоенкома (им к этому времени также стал Корнев), начала создаваться Рязанская пехотная дивизия. В состав дивизии вошли коммунисты, комсомольцы, передовые рабочие и крестьяне-бедняки. Начальником ее стал Корнев.
Выступая на VI губернском съезде Советов с докладом об обороне республики, Корнев нарисовал яркую картину положения в губернии в период организации борьбы с мамонтовщиной: «18—19 августа наша губерния получает сведения о том, что на Новохоперск произведен прорыв казацкой конницы, которая двигается к центру. Получив эти сведения, мы стали готовиться к отпору в срочном порядке и с 22 на 23 августа объявили нашу губернию на военном положении… Надвинувшаяся опасность заставила встряхнуться всех: чем быстрее развивалось наступление противника, тем быстрее осуществлялся призыв: „Три четверти советской работы должно быть брошено на оборону и защиту Советской Республики“… Наша губерния непосредственно у себя ощутила противника в лице казацких банд, она встряхнулась, и за короткий срок, в течение 12—14 часов, бросает на фронт сотни товарищей красноармейцев, быстро вооруженных из Рязанского артиллерийского склада. 23 августа мы отправили батальон в Ряжск, направили туда же бронелетучки, как к узловому пункту. Чтобы работа была продуктивнее и целесообразнее, Данков, Раненбург, Скопин, Сапожок и Ряжск мы подчинили нашей Южной группе войск. Всего мы направили на борьбу с врагом из местного гарнизона до семи тысяч красноармейцев. Проделана очень большая работа… И только благодаря такой напряженной энергии мы достигли того, что ни одна часть, которую мы отправили на фронт, не оказалась разложившейся».
Корнев говорил со знанием дела, ведь это он и его товарищи, большевики, вынесли на своих плечах всю напряженную работу по мобилизации, обмундированию, снабжению всем необходимым воинских частей, направляемых на борьбу с конницей Мамонтова.
«В то время как казацкие банды разгуливали у Воронежа и в Тульской губернии, — подчеркнул оратор, — только Рязанская губерния успела ощетиниться, как это было в Раненбурге, и дать должный отпор врагу… В борьбе с Мамонтовым наша губерния оказалась на высоте положения. Она не только не позволила занять своей территории, но и оказала поддержку Тамбову и другим соседним губерниям, причем наши красноармейцы были вооружены исключительно своими силами, и ни одной винтовки мы не получили из центра. Наши части, прекрасно обмундированные, очистив нашу губернию от противника, влились в Южный фронт».
Знания, полученные Василием Степановичем Корневым в военных училищах, и боевой опыт помогли ему умело организовать работу по отпору конницы Мамонтова. Губерния была очищена от врага. В распоряжение командования Красной Армии была направлена Рязанская пехотная дивизия, а также продовольствие для войск Южного фронта.
Оргбюро ЦК РКП(б) планировало в начале октября 1919 года отозвать В. С. Корнева в Москву и назначить его комендантом Кремля. По поручению губернского Военно-революционного комитета его члены — председатель губисполкома М. Н. Шабулин и начальник штаба партизанских отрядов губернии П. Г. Банатов — послали телеграмму в столицу с просьбой не отзывать Корнева в связи с трудным военным положением губернии. В. И. Ленин сделал на этой телеграмме 19 (20) октября 1919 года пометку: «Е. Д. Стасовой для Оргбюро и Политбюро. Ленин»[1] . 20 октября 1919 года Оргбюро ЦК РКП(б) рассмотрело телеграмму из Рязани и решило Корнева не отзывать.
Позже, 12 декабря 1919 года, когда обстановка в губернии стабилизировалась и понадобилась действенная помощь братскому украинскому народу в деле укрепления Советской власти, постановлением Реввоенсовета республики Рязанскому губвоенкомату было поручено сформировать для Украины аппараты одного губвоенкомата и двух уездных военкоматов. 27 декабря 1919 года Центральный Комитет партии назначил В. С. Корнева харьковским губвоенкомом (им он пробыл до марта 1920 года). Харьков в то время был столицей Украины, и отбор людей для военкоматов велся с особой тщательностью. Вместе с Корневым в Харьков из Рязани отбыло более 240 человек, среди них большевики И. И. Батраков, А. П. Завенягин и другие.
20 марта 1920 года Корнев был назначен заместителем председателя Военного совета войск военизированной охраны ВЧК при СНК РСФСР.
16 апреля 1920 года постановлением Совета Труда и Обороны В. С. Корнев назначается заместителем народного комиссара внутренних дел по управлению войсками ВОХР и начальником войск военизированной охраны ВЧК при СНК РСФСР.
Новая должность, новые люди, огромная ответственность, но Василий Степанович смело берется за порученное ему дело. У него уже есть опыт и по организации борьбы с контрреволюционными выступлениями кулачества в губернии, и по организации заградительных и реквизиционных отрядов, и по борьбе с мешочничеством…
29 июля 1920 года Корнева назначили членом коллегии Всероссийской чрезвычайной комиссии. С сентября 1920 года, после реорганизации войск ВОХР, которые в связи с созданием войск внутренней службы (ВНУС) вошли в их состав, наряду с караульными частями, транспортной милицией и другими формированиями, В. С. Корнев получил назначение на должность командующего войсками ВНУС республики и одновременно заместителя председателя Комитета обороны Москвы.
Корнев уверенно справляется с порученными ему делами: с 18 января по февраль 1921 — начальник Штаба войск ВЧК при СНК РСФСР, с 5 февраля 1921 года по 19 июня 1922 он — начальник Рабоче-крестьянской милиции НКВД РСФСР и заместитель председателя комиссии ВЦИК по улучшению жизни детей.
В ноябре 1921 года исключён из РКП(б), а затем восстановлен в январе 1922.
В 1922 году, когда встала задача восстановления разрушенного гражданской войной народного хозяйства Сибири, Центральный Комитет партии направил В. С. Корнева в Томск. Он избирается председателем Исполнительного комитета Томского губернского Совета рабочих, крестьянских и красноармейских депутатов и работает в этой должности с июля по сентябрь 1922 и с 1923 до 17 декабря 1924 года. Затем с 1924 по 1925 год он — председатель Исполнительного комитета Омского губернского Совета. С 1925 по 1929 год Корнев работает председателем Сибирского краевого СНХ.
После этого — новые назначения. С 11 июня 1929 года по март 1930 года В. С. Корнев — заместитель народного комиссара внутренних дел РСФСР.
С 1930 по 1933 год — на ответственной работе в Высшем Совете Народного Хозяйства Российской Федерации. С марта по август 1930 года — председатель Всероссийского Союза молочной кооперации (Маслоцентр) Центрального Союза потребительских обществ РСФСР. С 13 августа 1930 по февраль 1932 года — заместитель председателя ВСНХ РСФСР. С февраля 1932 по сентябрь 1933 года — одновременно начальник Управления парфюмерной промышленности Народного комиссариата лёгкой промышленности РСФСР и заместитель народного комиссара лёгкой промышленности РСФСР.
В 1932 году на XVII конференции ВКП(б) было принято решение о строительстве Ташкентского текстильного комбината. Это решение получило свое дальнейшее развитие в постановлении Совета Труда и Обороны при Совнаркоме СССР от 18 февраля 1932 года о сроках строительства, монтажа и пуска первой очереди комбината.
Ташкентский текстильный комбинат был крупнейшей стройкой второй пятилетки. На строительство обеих очередей было выделено из бюджета страны свыше 285 миллионов рублей. Первая очередь комбината намечалась к пуску в конце 1934 года. За стройкой следила вся страна, но напряженный план 1932 года не выполнялся, под угрозой был и план 1933 года.
Решено было укрепить руководство стройки. В Ташкент прибыли новые инженерно-технические работники. Начальником стройки был назначен Василий Степанович Корнев.
Он приехал в Ташкент в конце сентября 1933 года. Четкий график работ, находившийся под его постоянным контролем, карточки производственных заданий, вручавшиеся бригадам и рабочим, — эти и другие мероприятия привели к повышению нормы выработки на одного рабочего до 124 процентов. Партийные организации Ташкента, ЦК партии Узбекистана оказывали стройке всемерную помощь. В результате в течение четвертого квартала 1933 года было сделано значительно больше, чем за предыдущие три квартала, и все же годовой план был выполнен только на 82 процента.
Большое внимание новый начальник уделил кадрам, активизации работы местных партийной, комсомольской и профсоюзной организаций.
Корнев в письме одному из секретарей Среднеазиатского бюро ЦК ВКП(б) от 23 мая 1934 года писал: «…я живу на самой стройплощадке и работаю с 9 часов утра до 11 —12 часов ночи изо дня в день вот уже на протяжении пяти месяцев… Я никакими другими вопросами и делами не занимаюсь и не могу заниматься: стройка поглощает все время, все внимание, и практическая работа целиком меня захватила».
15 июня 1934 года на комбинате были установлены первые 15 прядильных машин. В августе пущено 5 тысяч веретен… Первая продукция на прядильно-ткацкой фабрике, как и было предусмотрено планом, была выпущена в 1934 году, в чем была немалая заслуга Василия Степановича Корнева, который работал на Ташкентском текстильном комбинате по 1937 год.
С 1937 года по сентябрь 1938 — управляющий трестом Лесосиндиката «Госстройлегпром».
20 сентября 1938 года он был арестован и 9 июня 1939 года был расстрелян по приговору суда.

## Воинские звания

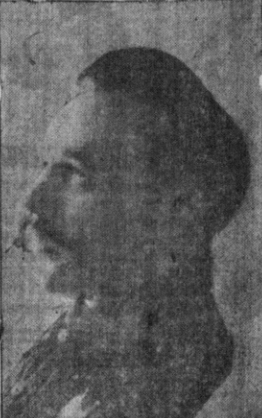
В. С. Корнев. 1925

- В 1916 прапорщик русской императорской армии, затем подпоручик русской императорской армии, в сентябре 1917 поручик русской императорской армии[3].

## Награды
- В ноябре 1916 года за боевые отличия Орден Святого Станислава III степени[3] с мечами и бантом;
- В декабре 1916 года за боевые отличия Орден Святой Анны III степени[3] с мечом и бантом;
- В 1922 орден Красного Знамени[3] за участие в гражданской войне;
- 3 апреля 1936 орден Трудового Красного Знамени — За хорошее руководство строительством, перевыполнение плана строительных работ и производства строительных материалов и за высокую стахановскую производительность труда рабочих-строителей[3].